# Žilní návrat
Žilním návratem se rozumí návrat krve z žilního řečiště tělního krevního oběhu do pravé předsíně, který probíhá periodicky v průběhu každého srdečního cyklu. Zabezpečuje tím pravidelný koloběh krve mezi plicním a velkým (tělním) krevním oběhem. Na procesu žilního návratu se podílí několik aktivních i pasivních mechanismů.

## Mechanismy žilního návratu
První dva zvyšují tlak ve venulách a malých a středně velkých žilách, poslední dva snižují tlak ve velkých žilách blízkých pravé síni a přímo v pravé síni.

### Činnost levé komory
Systolická činnost levé komory je tak silná, že arteriální tlak je schopen přes arterioly a kapiláry silově působit na tok krve ve venulách, které jsou na začátku venosní soustavy. Venóznímu tlaku přidává přibližně 15 mm Hg. Latinský název pro tento mechanismus je vis a tergo („síla zezadu“).

### Svalová pumpa a arterie
Na mnoha místech mají žíly chlopně, které brání zpětnému toku krve. Pohyb krve z jednoho úseku mezi dvěma chlopněmi do dalšího úseku bližšího srdci zabezpečují svaly, které svými aktivními stahy tlačí na žíly z okolí. Přispívají i arterie, které svými pulsacemi působí stejně jako svaly. (Arterie se mohou podílet na žilním návratu, protože v končetinách se vyskytuje několik společných tepenno-žilních svazků). Celkově má tento mechanismus největší význam v dolních končetinách a úplně největší pochopitelně při chůzi.

### Nitrohrudní a břišní tlak
Podtlak v pohrudniční dutině se neuplatňuje jen při vnějším dýchání při nádechu, ale i při žilním návratu. Při nádechu se žíly v hrudníku rozšiřují (tlak v nich se snižuje), při výdechu se smršťují (tlak v nich se zvyšuje). Navíc při nádechu se bránice vyklene v podélné ose těla do břišní dutiny, čímž v ní vznikne naopak přetlak, který stlačuje břišní žíly. Účinek břišního tlaku je obdobný svalové pumpě. 

### "Sací účinek komorové systoly"
Ve fázi isovolumické kontrakce srdeční systoly se činností obou komor celé srdce smršťuje (podélná osa srdce se zkracuje). To udržuje tlaky v obou síních na hodnotách tlaku blízkých nule. Takto vzniklý podtlak vůči žilám umožňuje pasivní nasávání krve do síní.

## Žilní návrat při stání
Při stání působí na žíly dolních končetin nepříznivě hydrostatický tlak.  Hromadění krve v dolních končetinách (až 400 ml) snižuje celkovou úroveň žilního návratu, snižuje se dodávka plicnímu oběhu a z něj dodávka do levé komory. Následně se sníží celkový minutový objem srdeční (množství přečerpané krve za minutu). Tyto nepříznivé důsledky kompenzuje orthostatický reflex, který úměrně navýší srdeční frekvenci a periferní odpor. Pokud i tak je úroveň žilního návratu kriticky nízká, může dojít až ke ztrátám vědomí (mdlobám). (Nadměrné městnání krve v dolních končetinách má také neblahý vliv pro vznik varixů a místních otoků.)

## Použitá literatura
- Bravený, P. a kol.: Poznámky k přednáškám z fyziologie 1.díl, H + H, 2.přepracované vydání, Jinočany 1992. ISBN 80-85467-60-7.
- Silbernagl, S. a kol.: Atlas fyziologie člověka, Grada Publishing, 3.české vydání, Praha 2004.